# KRI Widjajadanu
Le KRI Widjajadanu (409) est un sous-marin de classe Whiskey (Project 613) de la marine indonésienne, fabriqué en Union soviétique.

## Conception
La conception initiale a été développée au début des années 1940 en tant que suite du sous-marin de classe Chtchouka. À la suite de l’expérience de la Seconde Guerre mondiale et de la capture de la technologie allemande à la fin de la guerre, les Soviétiques ont émis une nouvelle exigence de conception en 1946. La conception révisée a été développée par le bureau d'études Lazurit basé à Gorki. Comme la plupart des sous-marins conventionnels conçus de 1946 à 1960, la conception a été fortement influencée par le Unterseeboot type XXI de l’Allemagne nazie. Au cours des années 1950, les chantiers navals soviétiques ont produit plus de 200 bateaux de classe Whiskey.

## Historique
Au cours des années 1950, l’Indonésie nouvellement indépendante a cherché à étendre son contrôle politique sur les îles périphériques, dont certaines arboraient encore le drapeau colonial néerlandais. Sous la direction du leader indépendantiste Soekarno, Jakarta a commencé à faire des achats importants d’armes soviétiques pour soutenir sa politique de « confrontation » consistant à utiliser la pression militaire. Ces acquisitions comprenaient douze sous-marins diesel-électriques soviétiques de 1470 tonnes de classe Whiskey et un ravitailleur de sous-marins (le KRI Ratulangi) pour les soutenir. Grâce à cet achat, pendant environ une décennie, l’Indonésie a eu la plus grande flotte de sous-marins d’Asie du Sud-Est. Les sous-marins ont été livrés entre 1959 et 1962, avec des torpilles acoustiques anti-navires SAET-50 alors d’une technologie avancée, de type « tire et oublie ». C’était la meilleure des torpilles contemporaines, et seulement deux pays en étaient dotés, la Russie et l’Indonésie.
En août 1958, l’Indonésie a envoyé 110 personnes en Europe de l'Est, à Rijeka, en Yougoslavie. Le groupe s’est ensuite rendu en train en Pologne, à Gdańsk. Les premiers équipages indonésiens ont reçu neuf mois de formation en anglais à Gdańsk, de la part d’instructeurs russes, y compris des croisières sur la mer Baltique. Les deux premiers sous-marins sont arrivés en Indonésie le 7 septembre 1959 : les KRI Tjakra (S-01) et KRI Nanggala (S-02). L’Indonésie a commandé 10 autres sous-marins de la même classe à l’Union soviétique. La livraison d’un deuxième lot de quatre sous-marins a été effectuée en décembre 1961 : les KRI Nagabanda (403), KRI Trisula (404), KRI Nagaransang (405) et KRI Tjandrasa (407). Le dernier lot de six sous-marins a été reçu un an plus tard, c’est-à-dire en décembre 1962. Il se composait des KRI Alugoro (406), KRI Tjundamani (408), KRI Widjajadanu (409), KRI Pasopati (410), KRI Hendradjala (411) et KRI Bramasta (412). Ces douze sous-marins ont été déployés directement dans le cadre de l’opération Trikora. Les six derniers sous-marins sont partis de Vladivostok (URSS) en juillet 1962, mais lorsqu’ils sont arrivés dans les eaux maritimes de Célèbes, ils ont reçu l’ordre de se rendre directement dans les eaux de Papouasie via Morotai, et ils ont été immédiatement pris en main par des marins soviétiques. Leur propre équipage de la marine indonésienne avait rejoint la formation des équipages du sous-marin à Vladivostok, et était retourné à Surabaya sur un navire à passagers. C’est pourquoi le transfert des six nouveaux sous-marins a eu lieu en décembre 1962, à Surabaya lorsque l’opération Trikora s’est terminée.
Jakarta a finalement atteint son objectif de forcer les Néerlandais à quitter la Nouvelle-Guinée occidentale. Puis, de 1963 à 1966, il s’est opposé militairement sans succès à la création d’un État malaisien indépendant, l’entraînant dans des affrontements répétés avec les forces australiennes.
Cependant, le réchauffement des relations de Soekarno avec l’Union soviétique a inspiré les efforts américains pour le déstabiliser. Enfin, en 1966-1967, la CIA a aidé à orchestrer un coup d'État militaire de droite, qui a entraîné le massacre de plus d’un demi-million de communistes indonésiens et de minorités ethniques. Cette boucherie a refroidi les relations avec l’Union soviétique, qui a cessé de fournir les pièces de rechange et l’expertise de maintenance nécessaires pour faire fonctionner les sous-marins, forçant l’Indonésie à cannibaliser la majeure partie de sa flotte dans les années 1970.